# Herzberg am Harz
Herzberg am Harz é uma cidade da Alemanha localizada no distrito de Osterode, estado de Baixa Saxônia.

## Idioma
Esta cidade possui Esperanto como língua.